# 楊世芳 (康熙進士)
杨世芳（？—？），字子远。河南睢州（1913年废州改为睢县）人。清朝政治人物。

## 生平
康熙四十八年（1709）己丑科同进士第52名（赵熊诏榜）。康熙五十八年（1719年）任湖南平江县知县。他关心民生，重视教育，整肃治安。到任伊始，即组织修建长寿街仁寿桥、九州陂堰和万寿陂堰；建社仓36处；在县城南面小天岳峰建“天岳书院”，亲自考核士子的学业。任内颁布垦荒文告，令民认垦，并设置清丈机构，奖罚分明。此举使平江可耕地面积数量大增，经济空前发展，人民安居乐业。雍正三年（1725年），因公牍有“术乏五丁，愿听参劾”语，忤逆当权者意，解任。旋又坐以征税不足额，免官。当时百姓爭相纳税以赎世芳，未遂，不久卒于邑县。入祀乡贤祠，又于义口漕馆塑像祭祀。